# Gryphon (filme)
Gryphon, também conhecido como Attack of the Gryphon (br: O Ataque do Gryphon) é um filme para televisão dirigido por Andrew Prowse. Foi lançado originalmente no canal estadunidense Syfy, em 27 de janeiro de 2007. É estrelado por Amber Benson, Jonathan LaPaglia e Larry Drake.

## Sinopse
Há séculos o grande reino de Vallon foi separado entre os príncipes Delphi e Lockland, estabelecendo uma guerra sem fim. Quando Delphi está prestes a vencer a guerra, o rei Phillip de Lockland (Adrian Pintea) ordena ao feiticeiro Armand (Larry Drake) que invoque o Gryphon (grifo, em português), uma criatura mitológica que é uma espécie de águia gigante com corpo de leão. Logo, o exército de Delphi sofre uma terrível baixa e é forçado a recuar.
Entretanto, quando tudo parece estar salvo, Armand utiliza-se do controle sobre o monstro para se virar contra Lockland e assumir o poder sobre os dois reinos. Os reinos são obrigados a enfrentarem suas diferenças e juntarem forças para encontrarem os pedaços perdidos de uma lança mística, única coisa capaz de matar a besta. E devem fazê-lo antes do eclipse solar iminente, caso contrário, o feiticeiro e a besta atingem a imortalidade.
Em meio à busca, muitas aventuras se desenrolam e, mesmo com a rivalidade dos reinos, o Príncipe Seth de Delphi (Jonathan LaPaglia) e a Princesa Amelia de Lockland (Amber Benson) se apaixonam e encontram o caminho para vencer os inimigos e, após séculos, reunir os reinos em um.

## Elenco
- Jonathan LaPaglia - Príncipe Seth de Delphi
- Larry Drake - Feiticeiro Armand
- Amber Benson - Princesa Amelia de Lockland
- Andrew Pleavin - David
- Douglas Roberts - General Gorwin
- Ashley Artus - Gerard
- Sarah Douglas - Rainha Cassandra de Delphi
- Amy Gillespie - Daphne
- Simone Levin - Kyra
- Adrian Pintea - Rei Phillip de Lockland
- Stephan Velmicicu - General Orina
- Ciprian Dumitrascu - Lock
- Vlad Iacob - Delphus
- Radu Andrei Micu - Sir Patrick de Delphi